# ジュールA
ジュールAは、東京都港区麻布十番一丁目に所在する建築物である。

## 建築
鈴木エドワードが設計を担当。地上11階・地下4階建で、下層部は4層分の吹き抜けとなっている。この吹き抜け部分は公開空地で、総合設計制度により容積率緩和を目指す目的がある。当初は複合オフィスビルとして建設され、地下に会員制のレストランやクラブ、吹き抜けの上4フロアはオフィス、その上にスポーツジムを設け、上層階2フロアはマンションとした。のちに内装がフルリノベーションされ、賃貸マンション主体の構成となっている。雲をイメージした切り込みを入れたパンチングメタルの外装が特徴的であり、これには目の前の幹線道路の騒音や、首都高速道路の視界を遮る目的がある。2004年にダヴィンチが所有権を取得したのち、2014年にはゴールドマン・サックス・アセット・マネジメントが運用する不動産投資信託であるジャパン・プライベート・リート投資法人が取得した
。

## 立地
外苑東通りと麻布通りが交差する新一の橋交差点に面し、都営地下鉄大江戸線・東京メトロ南北線麻布十番駅に直結している。新一の橋交差点上部は高架構造の一ノ橋ジャンクションで、首都高速都心環状線と首都高速2号目黒線が接続する。

## テナント
5階にノーリツ鋼機東京本社、6階にIMAGICA麻布十番スタジオ、8階にアトラエが入る。